# Corrección total
La corrección total, en navegación marítima, es el ángulo formado por el norte verdadero y el norte de aguja, y resulta de sumar la declinación magnética (dm) y el desvío de aguja (Δ). Se abrevia como Ct, por lo que la fórmula para calcularlo se representa como dm + Δ = Ct. 
El norte señalado por la aguja náutica o compás no coincide con el norte geográfico o verdadero, debido a las irregularidades del campo magnético terrestre (declinación magnética) y a la existencia de un campo magnético propio del barco (desvío de aguja). Sumando estos dos valores se obtiene la corrección que se debe aplicar a los valores (rumbo o demora) de aguja. 

## Aplicación
La corrección total se usa en el cálculo del rumbo verdadero (Rv), a partir del rumbo de aguja (Ra), según la siguiente fórmula: Ra + Ct = Rv. En el cálculo de las demoras verdaderas (Dv) a partir de las demoras de aguja (Da), la fórmula es: Da + Ct = Dv.
- Datos: Q5789099